# Dablo
Dablo è un dipartimento del Burkina Faso classificato come comune, situato nella provincia  di Sanmatenga, facente parte della Regione del Centro-Nord.
Il dipartimento si compone del capoluogo e di altri 9 villaggi: Bawenné, Daké, Doffi, Dou, Guelkoto, Koupélà, Loada, Perko e Zambila.